# HMS London (1899)
O HMS London foi um couraçado pré-dreadnought operado pela Marinha Real Britânica e a primeira embarcação da Classe London, seguido pelo HMS Bulwark, HMS Venerable, HMS Queen e HMS Prince of Wales. Sua construção começou no início de janeiro de 1898 no Estaleiro Real de Portsmouth e foi lançado ao mar no final de setembro do ano seguinte, sendo comissionado na frota britânica em junho de 1902. Era armado com uma bateria principal composta por quatro canhões de 305 milímetros montados duas torres de artilharia duplas, tinha um deslocamento carregado de dezesseis mil toneladas e alcançava uma velocidade máxima de dezoito nós (33 quilômetros por hora).
O London teve um início de carreira tranquilo e sem grandes incidentes. Começou atuando na Frota do Mediterrâneo, onde permaneceu até retornar para casa em 1907. Pelos anos seguintes serviu na Frota Doméstica, Frota do Canal e Frota do Atlântico. A Primeira Guerra Mundial começou em 1914 e o navio inicialmente escoltou comboios de tropas para a França. Retornou ao Mar Mediterrâneo no ano seguinte e deu suporte para a Campanha de Galípoli e depois para o bloqueio do Mar Adriático. Retornou para casa em 1916 e foi convertido em um draga-minas em 1918, servindo nesta função com a Grande Frota até o fim da guerra. Foi tirado de serviço em 1919 e desmontado em 1920.